# Instituto de Arquitetura Clássica e Arte
Instituto de Arquitetura Clássica e Arte (ICAA) (em inglês: Institute of Classical Architecture and Art) é uma organização norte-americana dedicada a promover a apreciação e prática da arquitetura tradicional e artes relacionadas, envolvendo professores, profissionais, estudantes e entusiastas. É uma organização sem fins lucrativos.

## História
Tem sede na cidade de Nova Iorque  e ainda quinze localizações regionais, que juntos ampliam o alcance público. Cada departamento organiza a sua própria programação para refletir o interesse dos seus membros e das tradições arquitetónicas únicas da região. O ICAA representa uma secção diversificada das artes da construção, incluindo arquitetos, designers de interiores, construtores, e artesãos. Os membros beneficiam da rede de programas locais e nacionais do instituto e das oportunidades de networking que a associação oferece. Da mesma forma, o instituto melhora os seus programas respondendo às necessidades e interesses de seus membros.

## Fundação
O instituto foi fundado em 2002 através da fusão de duas organizações sem fins lucrativos: The Institute of Classical Architecture, fundado em 1991 e o Classical America, fundado em 1968.